# Öszkemeni repülőtér
Az Öszkemeni repülőtér (IATA: UKK, ICAO: UASK) Kazahsztán egyik nemzetközi repülőtere, amely Öszkemen  közelében található. Éves utasforgalma 286 613 fő (2016).

## Futópályák
A repülőtér futópályái:
- 12/30 (fű)
- 12/30 (aszfalt)

## Forgalom
Az utasforgalom az elmúlt években az alábbi módon változott:
| Utasok száma | 112 432 | 124 893 | 277 565 | 304 778 | 286 613 | 346 571 | 393 034 |
|              | 2012    | 2013    | 2014    | 2015    | 2016    | 2017    | 2018    |